# Ahmed Rachedi
Ahmed Rachedi (em árabe: أحمد راشدي) é uma cidade e comuna localizada na província de Mila, Argélia. De acordo com o censo de 2008, a população total da cidade era de 15 819 habitantes.